# Fred Warburton
Pour les articles homonymes, voir Warburton.
Frederick Warburton, dit Fred Warburton, né le 8 août 1880 à Lancastre et mort le 29 novembre 1948 à Lancastre est un footballeur et entraîneur anglais actif au début du XXe siècle.

## Carrière

### Carrière de joueur
Warburton joue au football en tant que professionnel en Angleterre au début du XXe siècle. 
Il dispute un match pour les Bolton Wanderers. Après avoir évolué en dehors de la League avec Bryn Central, il évolue sous les couleurs de Bury pendant deux saisons, inscrivant cinq buts en 11 apparitions. 
Il évolue en Southern Football League pour Swindon Town et pour Plymouth Argyle avant de jouer pour Accrington Stanley et Morecambe.

### Carrière d'entraîneur
Il dirige des clubs néerlandais après sa carrière de joueur notamment l'Amsterdamsche FC (en), le USV Hercules (en) et le HVV La Haye.
Warburton dirige l'équipe nationale néerlandaise de 1919 à 1923.
L'équipe néerlandaise est médaillée de bronze aux Jeux olympiques de 1920.

## Palmarès

### Entraîneur
Pays-Bas
- Jeux olympiques :
  -  Bronze : 1920.